# Friedrich Drake
Johann Friedrich Drake (Bad Pyrmont, 23 giugno 1805 – Berlino, 6 aprile 1882) è stato uno scultore tedesco, celebre soprattutto per essere l'autore della statua della vittoria alata sulla sommità della colonna della Vittoria nel parco berlinese del Tiergarten.

## Biografia
Iniziò come apprendista a partire dal 1819 nel laboratorio del padre, presso il quale collaborò fino al 1824. A partire dal 1827 iniziò un nuovo periodo di apprendistato in qualità di allievo presso lo scultore Christian Daniel Rauch. Si deve a lui il modello del "Portale delle 95" tesi nella chiesa del castello di Wittenberg, ricostruito in bronzo nel 1858 come dono alla città di Wittenberg dell'imperatore Federico Guglielmo IV di Prussia.